# بوردونک

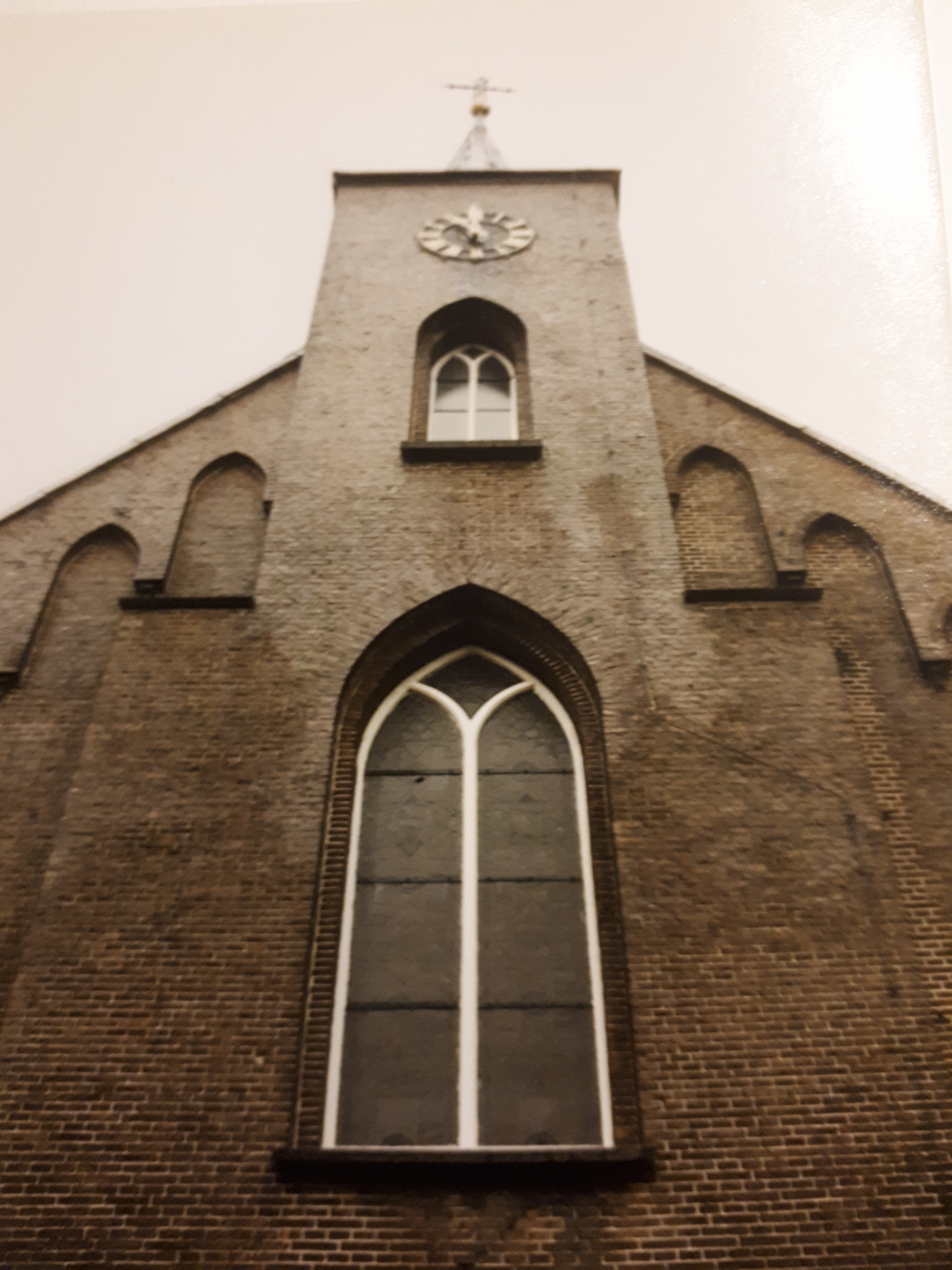
منطقه مسکونی در هلند

بوردونک (به هلندی: Boerdonk) یک منطقهٔ مسکونی در هلند است که در منطقه وغل واقع شده‌است. بوردونک ۷۷۵ نفر جمعیت دارد.